# Leonureae
Leonureae, tribus biljaka iz porodice usnača kojemu pripadaju šeast rodova od kojih je najvažniji rod dvogodišnjeg raslinja i trajnica, srčenica (Leonurus), rasprostranjen po cijeloj Euroaziji.
Poznatiji predstavnici srčenica u Hrvatskoj su pustenasta i prava srčenica.

## Opis
Pleme Leonureae (Lamioideae, Lamiaceae) rasprostranjeno je u Euroaziji i uglavnom u srednjoj Aziji, poznato kao vrijedan biljni lijek. Sastoji se od ca. 80 vrsta u šest rodova: Chaiturus, Lagochilus, Lagopsis, Leonurus, Loxocalyx i Panzerina. Iako je monofilija Leonureae dobro potkrijepljena, odnosi unutar plemena ostaju nejasni, a nemonofilnost Lagopsisa i Leonurusa treba revidirati. Leonureae je posebno raznolika u sušnim područjima središnje Azije, a naznačeno je da je na diverzifikaciju Lagochilusa i Panzerina utjecalo uzdizanje visoravni Qinghai-Xizang i oscilacija klime u kvartaru. Trenutno razumijevanje Leonureae manjkavo je u taksonomiji, filogeniji i biogeografiji. 

## Rodovi
1. Lagochilus (Bunge ex Benth. (45 spp.)
2. Chaiturus (Willd. (1 sp.)
3. Loxocalyx (Hemsl.  (3 spp.)
4. Leonurus (L. (24 spp.)
5. Panzerina (Soják  (2 spp.)
6. Lagopsis (Bunge ex Benth.) Bunge (5 spp.)